# Contea di Wuyang
La contea di Wuyang (舞阳县S, Wǔyáng XiànP) è una contea della Cina, situata nella provincia di Henan e amministrata dalla prefettura di Luohe.